# Pseudopanurgus eurycephalus
Pseudopanurgus eurycephalus là một loài Hymenoptera trong họ Andrenidae. Loài này được Timberlake mô tả khoa học năm 1975.